# Пепельные улиты
Пепельные улиты — два очень похожих вида птиц, ныне относимых к роду Tringa. Раньше эти два вида выделялись в собственный  род Heteroscelus. Старое название рода по-гречески означает «другая нога», имелся в виду иной рисунок чешуек на цевке, который отличал пепельных улитов от их близких родственников, собственно улитов из рода Tringa.
Виды:
- Сибирский пепельный улит, Tringa brevipes (ранее Heteroscelus brevipes)
- Американский пепельный улит, Tringa incana (ранее Heteroscelus incanus)

Пепельные улиты по форме и размерам, но не по окраске, напоминают травника (T. totanus). Их верхняя поверхность тела, нижняя часть крыльев, голова и шея сероватые, а брюшко и слабо обозначенная "бровь" белые, на нижней стороне в брачном оперении небольшие сероватые полосы. У них относительно короткие желтоватые ноги и клюв со светлым основанием и темным кончиком. 

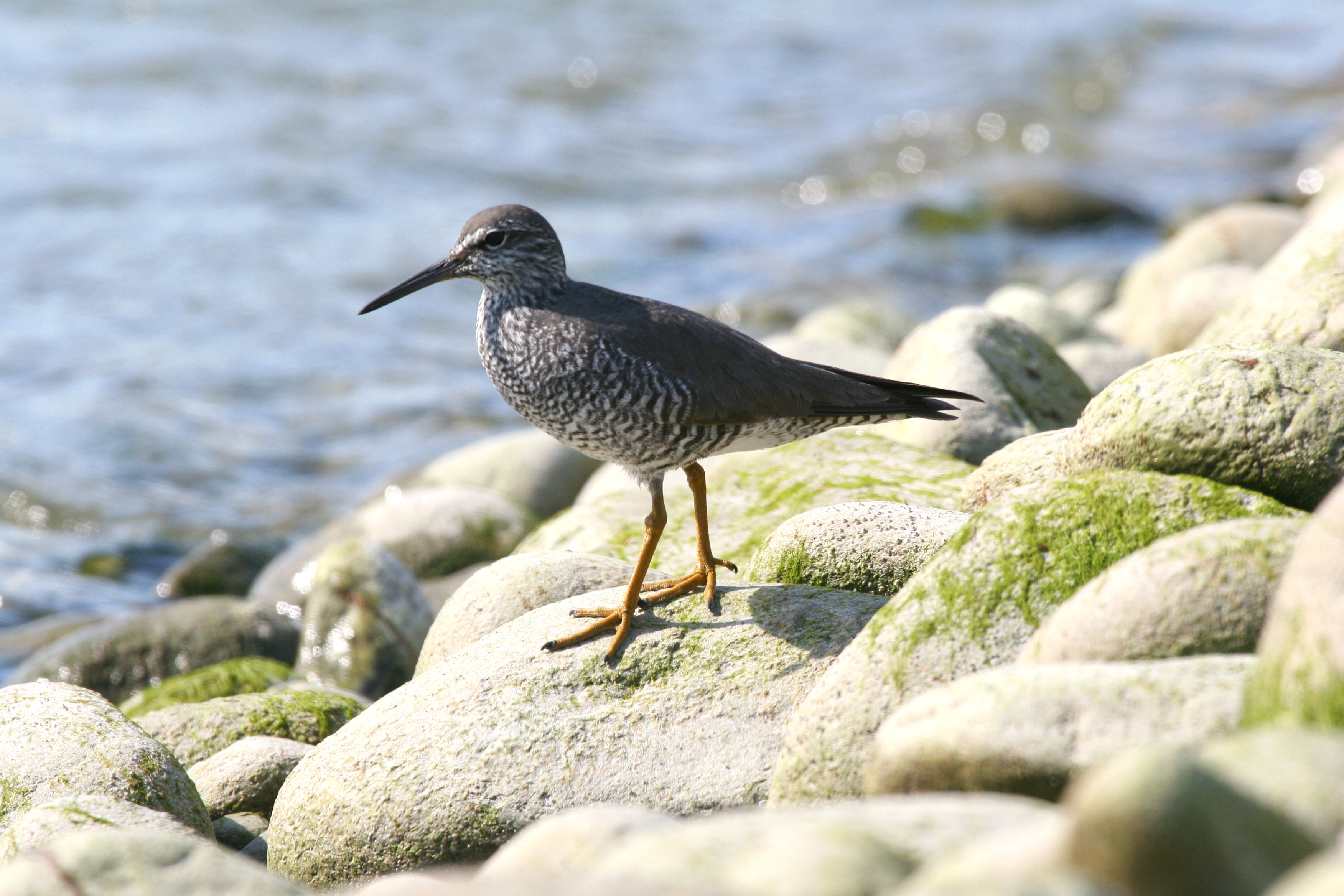
Американский пепельный улит в брачном наряде

Чёткая идентификация вида зависит от таких деталей, как длина носовой бороздки и чешуйки на цевке. Птиц в брачном оперении также можно (с определенным опытом) идентифицировать по рисунку на брюшке: у сибирского пепельного улита только тонкие скобки на горле, груди и боках, которые на расстоянии кажутся светло-серыми; остальная часть нижней стороны тела чисто белая. Американский пепельный улит имеет более резкую исчерченность от горла до подхвостья, которая хорошо видна издалека. Этих птиц в зимнем наряде наблюдатели с большим опытом могут отличить по окраске:  американский пепельный улит, в целом, более темный с очень слабо выраженной "бровью", тогда как сибирский пепельный улит светлее, особенно голова с более отчетливыми "бровями". Их типичные крики также хорошо различаются; у сибирского пепельного улита двусложный свист, а у американского пепельного улита - дрожащая трель. Но когда они улетают от наблюдателя или иным образом испуганы или возбуждены, оба вида одинаково издают различные более длинные или более короткие сигналы тревоги.
Пепельные улиты — далекие мигранты, и зимуют в тропиках и субтропиках на илистых и песчаных побережьях. Это не особо стайные птицы, и их редко можно увидеть большими стаями, кроме как в местах отдыха во время миграции. Эти птицы кормятся на земле или в воде, собирая корм, используют зрение. Они питаются  насекомыми, ракообразными и другими беспозвоночными.
Среда их размножения - каменистые русла рек. Они обычно гнездятся на земле, но эти кулики легко садятся на деревья и иногда используют старые гнезда других птиц. 